# General Atomics
General Atomics and affiliated companies är en amerikansk multinationell koncern som består av tio dotterbolag som verkar främst i branscherna för kärnteknik, gruvdrift samt försvars- och rymdfartsindustrierna.
De bildades den 18 juli 1955 av försvarskoncernen General Dynamics och kärnfysikern Frederic de Hoffmann som en division inom GD och med det fredliga syftet att "utnyttja kraften i kärnteknik till förmån för mänskligheten". De första projekten som divisionen arbetade med var Triga och Projekt Orion. 1967 sålde General Dynamics divisionen till petroleumbolaget Gulf Oil och divisionen blev ett dotterbolag med namnet Gulf General Atomic. Sex år senare blev konkurrenten, det brittisk-nederländska Royal Dutch Shell delägare i GGA när de förvärvade 50% från Gulf, i och med det blev de General Atomic Company. 1982 köpte Gulf tillbaka de 50% som de hade sålt till Shell och bytte dotterbolagets namn till GA Technologies Inc. 1984 fusionerades Gulf med konkurrenten Chevron Corporation men Chevron hade dock inget intresse i kärnteknik så två år senare sålde de GA Technologies till bröderna Linden och Neal Blue för en summa på mellan 50 och 60 miljoner amerikanska dollar, det blev en fristående koncern och fick det nuvarande namnet.
Företaget har en beräknad årlig omsättning på mellan 600 miljoner och en miljard dollar, där nästan 80% av omsättningen kommer från USA:s försvarsdepartement. GA har omkring 8 000 anställda och har sitt huvudkontor i San Diego i Kalifornien.

## Dotterbolag
- Converdyn[10]
  - Ett samriskföretag mellan GA och Honeywell International, Inc, där samriskföretaget är en av världens största producenter och leverantörer av uranhexafluorid (UF6).[1]
- Cotter Corporation[11]
  - Gruvbrytning av bly, kalksten, kobalt, koppar, molybden, nickel, selen, silver, uran, vanadin, volfram och zink i delstaterna Colorado och Wyoming.[1]
- General Atomics Aeronautical Systems, Inc.[12]
  - En marknadsledande aktör inom obemannade luftfarkoster och övervaknings- och radarsystem.[1]
- General Atomics Electromagnetic Systems[13]
  - De specialiserar sig på att utveckla olika system inom elektromagnetism som bland annat Triga, railgun, missilförsvar, radioaktivitetsövervakning, elektromagnetiska startkatapulter för flygplan och maglevtåg.[1]
- General Atomics Energy Group[14]
  - Dotterbolaget forskar och utvecklar produkter inom fusionsenergi, fission och avancerad datorteknologi.[1]
- General Atomics Systems Integration, LLC[15]
  - Leverantör av ingenjörstjänster till militära och kommersiella kunder.[1]
- Heathgate Resources Pty, Ltd.[16]
  - Uranbrytning i södra Australien.[1]
- Nuclear Fuels Corporation[17]
  - Dotterbolaget marknadsför och säljer uranet som bryts och återvinns i GA:s gruvor.[1]
- Rio Grande Resources Corporation[18]
  - Uranbrytning i New Mexico och Texas.[1]
- Spezialtechnik Dresden GmbH[19]
  - Företaget håller bland annat på med att utveckla industriområden, tillverka betongprodukter till kunder inom industrin, telekommunikation och infrastruktur, upparbetning av ammunition och sanering av storskaliga gruvområden rörande uranbrytning och brunkol.[1]